# Tetijiv
Tetijiv (ukrajinsky Тетіїв, rusky Тетиев – Tětijev) je město v Kyjevské oblasti na Ukrajině. K roku 2016 v něm žilo přes třináct tisíc obyvatel.

## Poloha
Tetijev leží na řece Rosce, přítoku Rosu v povodí Dněpru, v místě, kde se do ní vlévají Rosiška a Dubravka. Od Kyjeva, hlavního města státu, je vzdálen přibližně 144 kilometrů na jihozápad.

## Dějiny
První zmínka o Tetijivu je z roku 1185. V roce 1956 se stal sídlem městského typu a v roce 1968 městem.